# Saszo Nestorow
Saszo Nestorow, mk. Сашо Несторов (ur. 23 czerwca 1987 w Kawadarci) – macedoński zawodnik w  strzelectwie, olimpijczyk. Wystąpił w igrzyskach olimpijskich w 2008 roku, w Pekinie. Nie zdobył żadnych medali.

## Letnie Igrzyska Olimpijskie 2008 w Pekinie
| Konkurencja                 | Eliminacje | Eliminacje | Finał                          | Finał                          | Klas. końcowa | Klas. końcowa |
| Konkurencja                 | Punkty     | Miejsce    | Punkty                         | Miejsce                        | Punkty        | Miejsce       |
| --------------------------- | ---------- | ---------- | ------------------------------ | ------------------------------ | ------------- | ------------- |
| karabinek pneumatyczny 10 m | 558        | 51         | → Odpadł z dalszej rywalizacji | → Odpadł z dalszej rywalizacji | 558           | 51            |